# Louer Vest Sajd (Čikago)
Лоуер Вест Сајд (engl. Lower West Side) je jedna od sedamdeset sedam gradskih oblasti u Čikagu

## Komšiluci
Danas postoje dva glavna komšiluka u ovoj oblasti: Pilsen, i Srce Čikaga (engl. Heart of Chicago).

## Istorija
Najveći komšiluk u ovoj oblasti je Pilsen. Prvi naseljenici ove oblasti su bili nemačkog i irskog porekla. Krajem veka Česi su sačinjavali većinu populacije, a pošto je većina njih bila iz grada Plzenja, mesto je po tome dobilo ime. Takođe je bilo mnogo italijana, te se ovaj deo zvao Mala Italija (engl. Little Italy). Taj naziv se zadržao do današnjeg dana. Ove dve etničke grupe su se vremenom uglavnom odselile iz ovog dela grada. 
U 1960-tim godinama se oblast znatno promenila. Fakultet Univerzitet Ilinoisa u Čikagu se otvorio u susedstvu. Njegova izgradnja je uzrokovala raseljavanje znatnog broja ljudi..  Takođe, veoma veliki broj meksikanaca je počeo da se naseljava. Pilsen komšiluk u današnje vreme ima uglavnom meksikansku populaciju. 
Od 2000-te godine je ovaj deo grada bio znatno renoviran. Imućni deo populacije je počeo da se naseljava u većoj meri, dok siromašniji stanovnici bivaju potisnuti usled naglog porasta cena nekretnina. Veliki broj kuća za stanovništvo sa niskim prihodima je srušen, i na njihovom mestu su izgrađeni novi stambeni objekti.

## Literatura
1. ↑  Permanent Campus Site Selection, 1958-1963
2. ↑  deVise, Pierre (2005). „Eminent Domain”. The Electronic Encyclopedia of Chicago. Chicago Historical Society. Приступљено 10. 4. 2008.